# العلاقات الأرمنية الفرنسية
العلاقات الأرمينية الفرنسية هي العلاقات الثنائية التي تجمع بين أرمينيا وفرنسا.

## مقارنة بين البلدين
هذه مقارنة عامة ومرجعية للدولتين:
| وجه المقارنة                                              | أرمينيا                    | فرنسا                                                    |
| --------------------------------------------------------- | -------------------------- | -------------------------------------------------------- |
| المساحة (كم2)                                             | 29.74 ألف                  | 643.80 ألف                                               |
| عدد السكان (نسمة)                                         | 2.93 مليون                 | 67.12 مليون                                              |
| الكثافة السكانية (ن./كم²)                                 | 98.52                      | 104.26                                                   |
| العاصمة                                                   | يريفان                     | باريس                                                    |
| اللغة الرسمية                                             | لغة أرمنية                 | لغة فرنسية                                               |
| العملة                                                    | درام أرميني                | يورو، فرنك س ف ب، فرنك فرنسي، Livre tournois ‏            |
| الناتج المحلي الإجمالي (بليون دولار)                      | 11.54 مليار                | 2.58 تريليون                                             |
| الناتج المحلي الإجمالي (تعادل القوة الشرائية) بليون دولار | 25.41 مليار                | 2.87 تريليون                                             |
| الناتج المحلي الإجمالي الاسمي للفرد دولار أمريكي          | 3.49 ألف                   | 36.20 ألف                                                |
| الناتج المحلي الإجمالي للفرد دولار أمريكي                 | 8.07 ألف                   | 39.33 ألف                                                |
| مؤشر التنمية البشرية                                      | 0.743                      | 0.888                                                    |
| رمز المكالمات الدولي                                      | +374                       | +33                                                      |
| رمز الإنترنت                                              | .am، .հայ ‏                 | .fr، .bzh ‏، .tf، .re، .wf، .yt، .pm، .paris              |
| المنطقة الزمنية                                           | ت ع م+04:00، توقيت أرمينيا | أوروبا/باريس ‏، توقيت وسط أوروبا، توقيت وسط أوروبا الصيفي |

## مدن متوأمة
في ما يلي قائمة باتفاقيات التوأمة بين مدن أرمينية وفرنسية:
- ترتبط فاغارشابات مع إيسي ليه مولينو باتفاقية توأمة منذ 8 أكتوبر 2010.[16][16][16][17]
- ترتبط أوشاكان مع ألفورفيل باتفاقية توأمة.
- ترتبط وانادزور مع بانيو (فرنسا) باتفاقية توأمة منذ 2006.
- ترتبط ايجوان مع فالانس باتفاقية توأمة منذ 1996.
- ترتبط Yenokavan [الإنجليزية]‏ مع Villecroze [الإنجليزية]‏ باتفاقية توأمة.
- ترتبط أبوفيان مع فيلوربان باتفاقية توأمة.
- ترتبط أرمافير مع Allauch [الإنجليزية]‏ باتفاقية توأمة.
- ترتبط غوريس مع فيين باتفاقية توأمة.
- ترتبط يريفان مع ليون باتفاقية توأمة منذ 1998.[18][18][18][18]
- ترتبط أرتاشات مع كلامار باتفاقية توأمة.
- ترتبط جرموك مع سانت رافاييل باتفاقية توأمة.
- ترتبط آشتاراك مع ألفورفيل باتفاقية توأمة.
- ترتبط ستيبانافان (أرمينيا) مع ديسين-شاربيو باتفاقية توأمة.
- ترتبط تساجكادزور مع Font-Romeu-Odeillo-Via [الإنجليزية]‏ باتفاقية توأمة.
- ترتبط تالين مع Bourg-lès-Valence [الإنجليزية]‏ باتفاقية توأمة.
- ترتبط أربكير مع لو بليسيس روبنسون باتفاقية توأمة.

## منظمات دولية مشتركة
يشترك البلدان في عضوية مجموعة من المنظمات الدولية، منها:
| علم المنظمة | اسم المنظمة                               | تاريخ انضمام أرمينيا | تاريخ انضمام فرنسا |
| ----------- | ----------------------------------------- | -------------------- | ------------------ |
|             | بنك التنمية الآسيوي                       | 2005                 | 1970               |
|             | وكالة ضمان الاستثمار متعدد الأطراف        | 5 ديسمبر 1995        | 28 ديسمبر 1989     |
|             | الأمم المتحدة                             | 2 مارس 1992          | 24 أكتوبر 1945     |
|             | الفريق المعني برصد الأرض                  | ?                    | ?                  |
|             | منظمة حظر الأسلحة الكيميائية              | ?                    | ?                  |
|             | منظمة التجارة العالمية                    | 5 فبراير 2003        | 1995               |
|             | منظمة الشرطة الجنائية الدولية             | ?                    | ?                  |
|             | منظمة الأمن والتعاون في أوروبا            | 30 يناير 1992        | 25 يونيو 1973      |
|             | مؤسسة التنمية الدولية                     | 25 أغسطس 1993        | 30 ديسمبر 1960     |
|             | يونسكو                                    | 9 يونيو 1992         | 4 نوفمبر 1946      |
|             | مجلس أوروبا                               | 25 يناير 2001        | 5 مايو 1949        |
|             | الاتحاد البريدي العالمي                   | ?                    | ?                  |
|             | البنك الدولي للإنشاء والتعمير             | 16 سبتمبر 1992       | 27 ديسمبر 1945     |
|             | الاتحاد الدولي للاتصالات                  | 30 يونيو 1992        | 1866               |
|             | مؤسسة التمويل الدولية                     | 18 أبريل 1995        | 20 يوليو 1956      |
|             | المنظمة الأوروبية لسلامة الملاحة الجوية   | 2006                 | 1960               |
|             | المركز الدولي لتسوية المنازعات الاستشارية | 16 أكتوبر 1992       | 20 سبتمبر 1967     |

## وصلات خارجية
- موقع وزارة الخارجية الأرمينية
- موقع وزارة الخارجية الفرنسية